# Лопатинкові
Лопатинкові (Scapaniaceae) — родина печіночників порядку юнгерманіальних. Родина була розширена за рахунок колишньої родини Lophoziaceae.